# Darren Sutherland
Darren John Sutherland (Dublín, 18 de abril de 1982–Londres, 14 de septiembre de 2009) fue un deportista irlandés que compitió en boxeo. Participó en los Juegos Olímpicos de Pekín 2008, obteniendo una medalla de bronce en el peso medio.

## Palmarés internacional
| Juegos Olímpicos | Juegos Olímpicos | Juegos Olímpicos  | Juegos Olímpicos |
| Año              | Lugar            | Medalla           | Categoría        |
| ---------------- | ---------------- | ----------------- | ---------------- |
| 2008             | Pekín (China)    | Medalla de bronce | 75 kg            |